# Болу (Арјеж)
Болу (фр. Baulou) насеље је и општина у јужној Француској у региону Миди Пирене, у департману Арјеж која припада префектури Фоа.
По подацима из 2011. године у општини је живело 162 становника, а густина насељености је износила 11,08 становника/km². Општина се простире на површини од 14,62 km². Налази се на средњој надморској висини од 490 метара (максималној 655 m, а минималној 393 m).

## Демографија
| 1962. | 1968. | 1975. | 1982. | 1990. | 1999. | 2011. |
| ----- | ----- | ----- | ----- | ----- | ----- | ----- |
| 131   | 144   | 123   | 114   | 130   | 146   | 162   |

График промене броја становника у току последњих година